# The Yellow Girl
The Yellow Girl è un cortometraggio muto del 1916 scritto e diretto da Edgar Keller. Il regista firmò anche la scenografia del film.

## Produzione
Il film fu prodotto dalla Vitagraph Company of America.

## Distribuzione
Distribuito dalla Vitagraph Company of America, il film - un cortometraggio in una bobina - uscì nelle sale cinematografiche statunitensi il 25 agosto 1916. Ne venne fatta una riedizione che fu distribuita sul mercato americano nel 1922.